# 熊谷 (徳島県)
熊谷（くまだに）は、徳島県那賀町にある山である。標高は1,010.7m。

## 地理
旧那賀郡木頭村の南部、神戸丸から北西に派生する山稜3kmの地点に位置する。南川の支流である大谷川と野久保谷川に挟まれて聳える。那賀川本流の栩谷口から南に目立つ山である。
1961年（昭和36年）の「木頭村誌」にも、村内の主な山岳として記載はなく、昭和40年代の地形図に初めて山名が記載された。古くは地元の人々は野久保の山と漠然と称していた。
熊谷の北面は長さ750m、幅500mの緩い斜面がある。地質は四万十帯に属す。